# Pappe

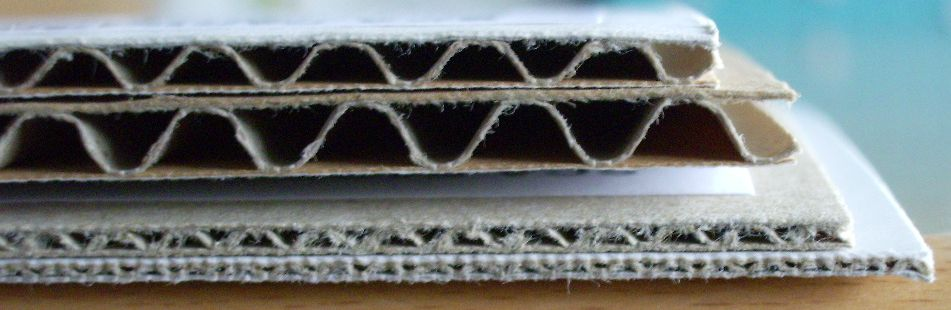
Wellpappe – Seitenansicht verschiedener Sorten.

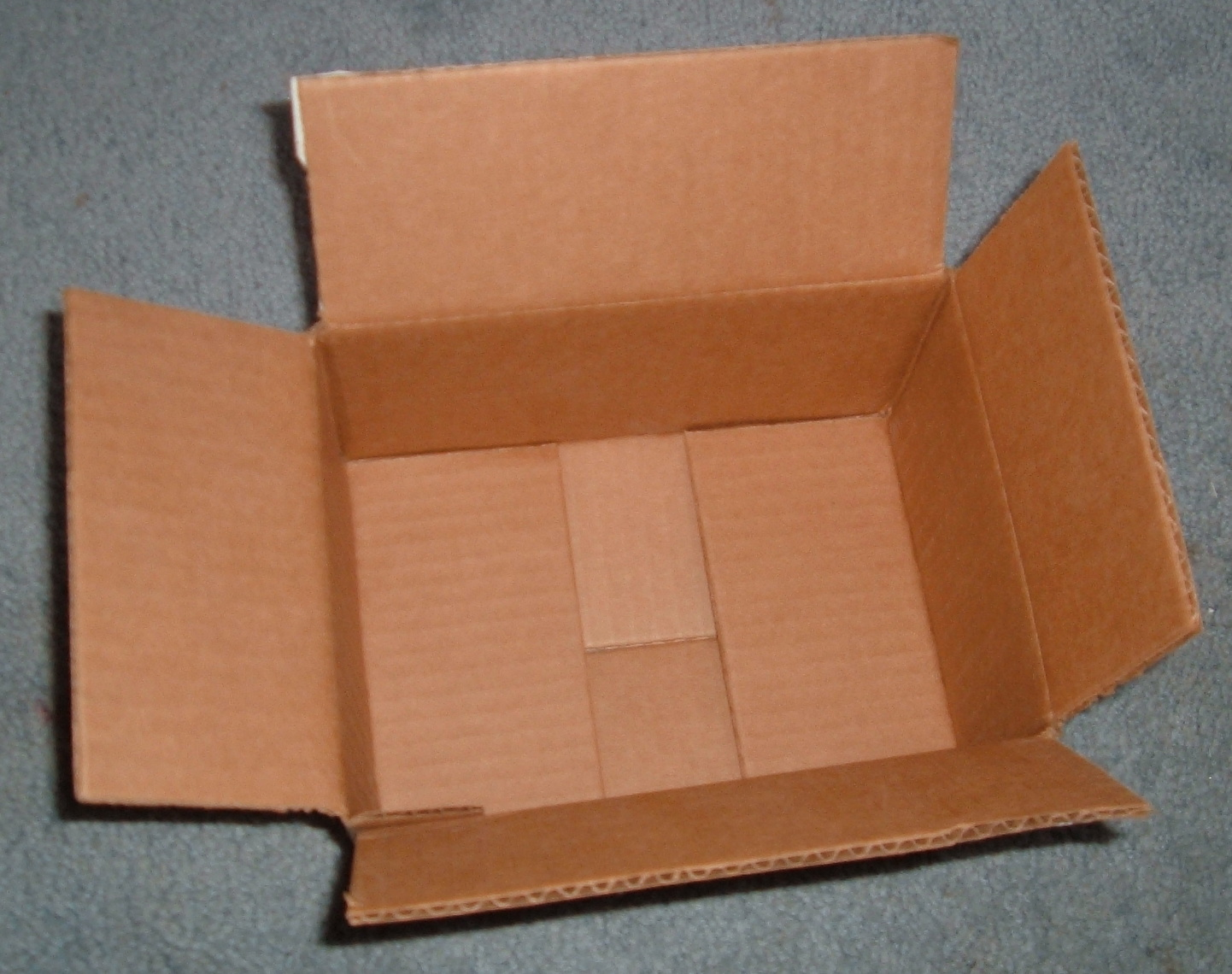
Geöffnete Schachtel aus Wellpappe.

Pappe ist ein aus Holzstoff, Zellstoff, Halbzellstoff oder Altpapier durch Zusammenkleben oder -pressen gefertigter Werkstoff. Verwendung findet er als Verpackung und im Kunstgewerbe. Pappe ist der Oberbegriff für Vollpappe und Wellpappe. Pappe wird als Maschinenpappe (Langsiebpappe) oder Wickelpappe (Handpappe) hergestellt. Der Name Handpappe rührt daher, dass in vielen Anlagen Bogen für Bogen der nassen Pappe von Hand abgenommen werden muss. Ferner unterscheidet man Holzpappe (aus Holzstoff hergestellt) oder Graupappe (aus Altpapier).

## Etymologie/Geschichte
Der Begriff Pappe stammt aus dem lateinischen (pappare für Brei); später wurde der Mehlkleister der Buchbinder als Pappe bezeichnet. Mit diesem Kleister wurden die Papier- bzw. Pergamentbögen zusammengepappt – ein bereits seit der ägyptischen Antike bekanntes Verfahren.
Das Material wurde im 17. Jahrhundert aus China eingeführt und gelangte über die Seidenstraße nach Europa. Im Westen ist die Variante aus zusammengeklebtem Papier seit dem 13. Jahrhundert geläufig – hier vor allem als Rohstoff für Spielkarten. Die erste Erwähnung stammt aus einem 1683 geschriebenen Druck-Handbuch mit dem Titel „Joseph Mox’s Mechanick Exercises“. Im 17. Jahrhundert setzten sich auch Bucheinbände aus Pappe durch. Das Material wurde auch von Kürschnern, Hutmachern, Webern und Schuhmachern sowie für Röhren optischer Instrumente verwendet. 1817 begann in England Sir Malcolm Thornhill die Massenfertigung von Pappboxen; Kartonverpackungen wurden im selben Jahr in Deutschland hergestellt. Die älteste existierende Kartonbox stammt aus Deutschland und wurde 1817 für ein Strategie-Brettspiel namens „The Game of Besieging“ hergestellt. Der Schotte Robert Gair erfand 1890 vorgeschnittenen Karton bzw. Kartonagen – flache Stücke, die als lose Schachtel gefertigt wurden. Diese Erfindung Gairs entstand als Folge eines Unfalls: Gair – der während der 1870er Jahre als Drucker und Papiertaschenmacher arbeitete – druckte damals eine Bestellung von Saatbeuteln. Dabei schnitt ein Metalllineal, normalerweise verwendet, um die Saatbeutel zu falten, diese stattdessen ab. Gair entdeckte dadurch, dass sich durch Schneiden und Falten in einem Arbeitsgang fertige Pappkartons herstellen lassen. Die Anwendung dieser Idee auf Wellpappe war eine naheliegende Entwicklung, da das Material um die Wende zum 20. Jahrhundert zur Verfügung stand.
Die schwedische Erfindung des Tetrapaks in den späten 1950er Jahren erschloss ein weiteres Einsatzgebiet der Pappe.

## Herstellung
Nach der Darstellung von Karl Karmarsch in Prechtls Technologischer Encyclopädie aus dem Jahre 1840 konnten bei der Pappenerzeugung in vorindustrieller Zeit drei verschiedene Wege eingeschlagen werden:
1. das unmittelbare Schöpfen solcher dicker Bogen (geformte oder geschöpfte Pappe);
2. das Aufeinanderlegen mehrerer frisch geschöpfter Papierbogen und Vereinigung derselben durch Pressen (gegautschte Pappe);
3. das Aufeinanderkleben zweier oder mehrerer Papierbogen mit Kleister oder Leim (geleimte Pappe).
Bei der Fertigung gegautschter Pappen konnten bis zu zwölf Lagen aufeinandergepresst werden. Zwei Arbeiter vermochten an einem Arbeitstag 300 bis 600 Pappebogen zu verfertigen, die trocken 180 bis 280 Pfund wogen. Die Trocknung erfolgte an der Luft auf den Trockenböden der Papiermühlen oder durch Auslegen auf nahegelegenen Wiesen. Die Pappenfertigung eignete sich für kleine und kapitalschwache Betriebe mit wenigen Beschäftigten.
Für die Produktion von „Wickelpappe“ wird die stark verdünnte Fasersuspension auf mehrere Rundsiebe gepumpt, wo die sogenannte Blattbildung erfolgt und das Material zum ersten Mal durch Pressen entwässert wird. Danach wird das so gewonnene Faservlies nass auf eine sog. Formwalze gewickelt, bis die gewünschte Schichtdicke erreicht ist. Durch Aufschneiden des Pappzylinders entsteht ein Bogen, der einen Drei-Etagen-Trockner durchläuft und danach durch Längs- und Querschneider auf das gewünschte Format gebracht wird.
Für die Produktion von „Langsiebpappe“ wird der Faserstoffbrei auf eine Siebpartie aufgebracht, die aus einem Unter- und einem Obersieb besteht. Ein quer zur Laufrichtung angebrachter Stoffauflauf sorgt dabei für eine gleichmäßige Verteilung der Masse. Die Fasersuspension wird zwischen den beiden Sieben entwässert, wodurch eine „endlose“ Faserschicht entsteht, die am Ende des Siebes abgenommen und in einen Pressbereich eingeführt wird, wo die nasse Pappebahn durch Filze ausgepresst wird. Die verbliebene Feuchtigkeit wird anschließend in einer Trockenmaschine verdampft, die Pappbahn anschließend geglättet und ausgerollt oder direkt in Bogen geschnitten.
„Maschinenpappe“ besteht in der Regel aus Lagen unterschiedlicher Zusammensetzung, wobei die Decklagen gewöhnlich aus dem hochwertigeren Material bestehen. Sie wird durch Aufeinanderpressen von mehreren auf Rundsieb- oder Langsiebmaschinen gleichzeitig erzeugten Faservliesen hergestellt.

## Definition und Anwendung
Papier, Karton und Pappe sind flächige Werkstoffe, die eng miteinander verwandt sind, da sie aus gleichen, meist pflanzlichen Grundstoffen und im Prinzip gleichen Fertigungsweisen hergestellt werden. Unterschieden werden sie hauptsächlich hinsichtlich des Quadratmetergewichts.
Von Pappe nach DIN 6730 spricht man ab einem Quadratmetergewicht über 225 g/m2 (ungefähr 1,5 mm Dicke), Karton ist 150–600 g/m2 schwer.
Es werden verschiedene Typen unterschieden:
- Vollpappe: einlagig und gegautscht, auch zusammengeklebt, beklebt, imprägniert oder beschichtet. Als Maschinen- oder Wickelpappe hergestellt.
- Wickelpappe: Man unterscheidet weiße Wickelpappe, aus Holzstoff, die stanz-, zieh- und prägbar sein muss und graue Wickelpappe aus Altpapier.
- Graupappe/Braunpappe: als Schutzmaterial sowie als vielseitig einsetzbare Zwischenlagen. Stapelbare Ware (z. B. Palettenware) lässt sich mithilfe von Graupappe optimal schützen und stabilisieren.
- Hartpappe: Dazu gehören Karosseriepappe, Schuhpappe, Jaquardpappe, Kofferpappe, Stanzpappe, Marmorpappe, Brandpappe. Durch eine spezielle Mischung der diversen Rohstoffsorten und eine zusätzliche Komprimierung des fertigen Bogens erhält Hartpappe ihre spezielle Festigkeit. Hartpappe wird überall dort eingesetzt, wo es auf extreme Haltbarkeit und erhöhte Stabilität ankommt.
- Karosseriepappe im Fahrzeugbau
- Leichtpappe: wo eine Gewichtsoptimierung bei gleicher Stärke der Zwischenlagen wichtig ist. Leichtpappe bietet auf Grund ihrer Eigenschaften ein ökonomisches Potential zur Kosteneinsparung.
- Archivpappe/Feinpappe: stark verdichtete Wickelpappe mit hoher Festigkeit. Diese ist besonders alterungsbeständig.
- Kistenpappe: braune Wickelpappe, auch Kartonagenpappe genannt. Diese Art der Pappe weist eine sehr gute Ritz- und Rillfähigkeit auf.
- Lederpappe: Pappe, zu deren Herstellung u. a. Abfälle von Leder verwendet werden.[15]

In Deutschland wird Altpapier zu 65 % zur Papier- und Papperzeugung eingesetzt. Zellstoff wird zu 70 % importiert. Der Pro-Kopf-Verbrauch an Papier und Pappe lag 2006 in Deutschland bei 253 kg/Jahr.

## Redensart
„Der ist nicht von Pappe“ ist eine ältere Redewendung für „Der ist besonders stark oder widerstandsfähig“. Ursprünglich meinte man damit speziell den als Papp bzw. Pappe bezeichneten Kinderbrei. Wer also nicht mehr von dem Kinderbrei aß, sondern festere Nahrung verzehrte, wurde folgerichtig nach dem Volksmund „kräftiger“.
Auftrittsgenehmigungen für Bühnenkünstler wurden im Musikerjargon meist „Pappe“ („Amateur-“ oder „Profipappe“) genannt, weil man die offiziellen Begriffe ungern verwendete.
„Ich kenne meine Pappenheimer“ stammt aus dem Dreißigjährigen Krieg und bezieht sich auf eine Redewendung zu Gottfried Heinrich Graf zu Pappenheim.

## Verwendung
Der Werkstoff ist heute als Verpackungsmaterial kaum zu ersetzen. Aber auch Notgeldscheine oder sogar Möbel wurden bereits daraus gefertigt. Pappe wird in vielen Anwendungen verwendet: Kartonagen, Pappbecher, Kartonmodellbau, Dachpappe, Bierdeckel und Bucheinband.

## Recycling

Recycling-Code für Pappe

Der Recycling-Code für Pappe ist 21.